# Ember.js
Ember.js — JavaScript - фреймворк для розробки клієнтської частини веб-застосунку. Він має відкритий код MVVM, це дозволяє створювати масштабовані вебдодатки на одній сторінці. Фреймворк Ember.js включає в себе безліч сучасних концепцій і технологій зі світу JavaScript. Серед його можливостей хотілося б відзначити можливості наступних фреймворків: Babel, QTest, Broccoli.js, Handlebar.
Сьогодні Ember.js використовують безліч відомих компаній, серед яких: TED, Netflix, Microsoft, Twitch.tv, Yahoo!, Apple, Live Nation.
Торгова марка Ember належить Tilde Inc.

## Актуальність
У наш час рідко зустрінеш JavaScript-фреймворк, розробка якого не припинялася протягом останніх 5 років. Але Ember один з них.
Активна розробка не припинялася ніколи, а ось адаптація почала свою стагнацію в 2016 році.
Як ми бачимо, в 2017 році відбувся розворот, і Ember знову почав зростати, випереджаючи середні темпи. Цьому феномену є просте пояснення. У 2017 році компанія LinkedIn вирішила провести редизайн та вибрала Ember.js для реалізації обох (desktop і mobile) версій свого основного сайту. Ця подія дала поштовх для розвитку і створило поточний тренд.
Ember.js - це фреймворк для створення нетрадиційних сайтів. Такі фреймворки, як jQuery і Mootools, більше підходять для класичних сайтів. Додатки, що створюються на основі Ember.js, більше схожі на настільні додатки.

## Основні поняття
Ember.js по своєму функціоналу ближче всього до Angular, він намагається надати стандартні реалізацію і інструменти для всіх завдань, які постають.
Стандартним інструментом для генерації додатка є Ember-cli. Практично всі і завжди використовують саме його. За допомогою Ember-cli ви будете генерувати нові програми та файли в наявному застосунку. Інструмент відповідає за компіляцію ресурсів і розгортання середовища розробки з live-reload і тестами. Для цього створено багато розширень, що покривають всі основні життєві ситуації (аж до CSP або SRI).
Ember.js складається з п'яти основних понять. 

#### Маршрути
У Ember стан програми представлений URL-адресою. Кожна URL-адреса має відповідний об'єкт маршруту, який контролює те, що видно користувачеві.

#### Моделі
Кожен маршрут має відповідну модель, що містить дані, пов’язані з поточним станом програми.  Можна використовувати window.fetch для завантаження JSON об’єктів із сервера та використання цих об’єктів, але більшість програм використовують для обробки цього іншу бібліотеку, таку як Ember Data.

#### Шаблони
Шаблони використовуються для побудови HTML програми та написані мовою шаблонів HTMLBars. (HTMLBars - це різновид Handlebars, яка будує елементи DOM, а не рядок.)

#### Компоненти
Компоненти реалізовані за допомогою JavaScript, а їх зовнішній вигляд визначається за допомогою шаблонів HTMLBars. Компоненти "володіють" своїми даними. Вони також можуть бути вкладеними та можуть взаємодіяти зі своїми батьківськими компонентами за допомогою дій (подій). Інші бібліотеки компонентів, такі як Polymer, також можуть використовуватися разом з Ember.

#### Служби
Служби - це просто одиничні об'єкти для зберігання довговічних даних, таких як сеанси користувачів.

Ember також забезпечує введення залежностей, декларативний односторонній потік даних, відстежувані властивості та автоматичне оновлення шаблонів.

## Ember бібліотеки
Ember.js є лише одним із компонентів повного набору бібліотек, побудованих основною командою Ember.

### Ember CLI
Основною метою Ember CLI є створення конфігурації і набору інструментів. Утиліта командного рядка, заснована на broccoli, вона виконує команду ember new <app-name>, тим самим генерує нову програму Ember зі конфігурацією за замовчуванням. Це забезпечує:
- Стандартну структуру файлів і каталогів.
- Сервер розробки з миттєвим оновленням. Воно автоматично переробляє програми поступово, коли файли змінюється, а потім перезавантажує програму на будь-які відкриті вкладки браузера.
- Повну систему тестування.
- Залежності, керовані через npm.
- Підтримка синтаксису ES6 / ES7 + (з використанням Babel).
- Управління активами (мініфікація та встановлення версій).

### Ember Data
Більшість Ember-програм використовують Ember Data. Це бібліотека для збереження даних, що надає багато можливостей об'єктно-реляційного відображення (ORM). Однак можна також використовувати Ember без Ember Data.
Ember Data зіставляє моделі на стороні клієнта з даними на стороні сервера. Потім завантажує всі записи та їх взаємозв'язки без будь-якої допомоги RESTful чи JSON API. Він також легко налаштовується і може працювати з будь-яким сервером за допомогою адаптерів та аддонів. Підключення до сервера на базі Java-Spring також реалізовано.
Перша стабільна версія Ember Data (позначена як 1.13) була випущена 18 червня 2015 р.

### Ember Inspector
Ember Inspector - це розширення, яке доступне в даний час для веббраузерів Mozilla Firefox та Google Chrome, яке полегшує налаштування програм Ember. Його особливості це - можливість бачити, які шаблони та компоненти представлені в даний час, бачити властивості будь-якого об'єкта Ember об'єкту з інтерфейсом, а також отримувати доступ до об'єктів програми з консолі. Якщо використовуються дані Ember, можна також побачити записи, завантажені для кожної моделі.
Інспектор об’єктів дозволяє переглядати та редагувати вміст середовища, виконання об’єктів та класів Ember.
- Дерево перегляду відображає структуру візуалізованої програми Ember.

- Вкладка Маршрути дозволяє визначити і слідувати за станом маршрутизатора та URL-адресами.

- Вкладка Дані може відображати моделі в додатку та записи, завантажені для кожної моделі.

- На вкладці Інформація відображаються версії залежностей.

- Вкладка "Актуальність" дозволяє отримувати стеки попереджень про застарівання, які не викликають помилок.

- Дозволяє виконувати трасування коду за допомогою асинхронних операцій.

- Вкладка Контейнер використовується для перевірки завантажених об'єктів.

- Вкладка Оптимізація призначена для визначення того, що гальмує програму Ember.

### Fastboot
Fastboot - це аддон Ember CLI, створений основною командою Ember, який надає розробникам Ember можливість запускати свої програми в Node.js. Ця функція дозволяє користувачам бачити HTML і CSS відразу, при цьому JavaScript завантажується у фоновому режимі та відображається після його повного завантаження.

### Liquid Fire
Liquid Fire забезпечує підтримку анімації для програм Ember. Особливості включають анімовані переходи між моделями в межах одного маршруту. Простим прикладом може бути анімація переходу на екран, так що новий екран плавно з'являється з одного краю браузера.

## Спонсори
На відміну від інших проектів, таких як AngularJS (Google) та React (Facebook), які мають підтримку однієї з основних компаній, Ember.js має безліч спонсорів. До них належать Yahoo!, LinkedIn і Bustle, які є основними користувачами фреймворку.